# 阿克辛泰萊鄉
44°36′N 26°47′E / 44.600°N 26.783°E
阿克辛泰萊鄉（羅馬尼亞語：Comuna Axintele, Ialomița），是羅馬尼亞的鄉份，位於該國南部，由雅洛米察縣負責管轄，面積122平方公里，海拔高度69米，2007年人口2,509，人口密度每平方公里21人。